# Трубачи (жуки)
Трубачи (лат. Salpingidae) — семейство насекомых из отряда жесткокрылых. Небольшие насекомые, в длину достигающие 2,5—4,5 мм.

## Распространение
Повсеместно. В современной мировой фауне около 400 видов. На территории России встречаются 14 видов. В Канаде и Аляске около 10 видов.

## Палеонтология
Древнейшие представители семейства найдены в меловом ливанском янтаре. Также трубачи описывались из эоценовых балтийского и уазского янтарей.
- Cretoprostominia

## Классификация
- Agleninae
  - Aglenus
    - Aglenus brunneus (Gyllenhall, 1813)
- Inopeplinae
  - Aciphus
  - Diagrypnodes
  - Inopeplus
  - Istrisia
  - Uruminopeplus
  - † Eopeplus
    - † Eopeplus stetzenkoi Kirejtshuk & Nel, 2009
- Lissodeminae
  - Lissodema
    - Lissodema cursor (Gyllenhall, 1813)
    - Lissodema denticolle (Gyllenhall, 1813)
    - Lissodema lituratum (Costa, 1847)
- Prostominiinae
  - † Cretoprostominia Jiang, Liu & Chen, 2024
    - † Cretoprostominia myanmarensis Jiang, Liu & Chen, 2024
- Salpinginae
  - Colposis
    - Colposis mutilatus (Beck, 1817)

  - Rabdocerus
    - Rabdocerus foveolatus (Ljungh, 1823)
    - Rabdocerus gabrieli (Gerhardt, 1901)

  - Salpingus
    - Salpingus aeneus (Olivier, 1807)
    - Salpingus planirostris (Fabricius, 1787)
    - Salpingus ruficollis (Linnaeus, 1761)
    - Salpingus tapirus (Abeille de Perrin, 1874)

  - Sphaeriestes
    - Sphaeriestes impressus (Wollaton, 1857)
    - Sphaeriestes aeratus (Mulsant, 1859)
    - Sphaeriestes bimaculatus (Gyllenhall, 1810)
    - Sphaeriestes castaneus (Panzer, 1796)
    - Sphaeriestes exsanguis (Abeille de Perrin, 1870)
    - Sphaeriestes reyi (Abeille de Perrin, 1874)
    - Sphaeriestes stockmanni (Biström, 1977)

  - Vincenzellus (Panzer, 1794)
    - Vincenzellus ruficollis (Panzer, 1794)